# Sianożęty
Sianożęty (deutsch Ziegenberg) ist ein Badeort in der Woiwodschaft Westpommern in Polen. Er gehört zu der Gmina Ustronie Morskie (Landgemeinde Henkenhagen) im Powiat Kołobrzeski (Kolberger Kreis).

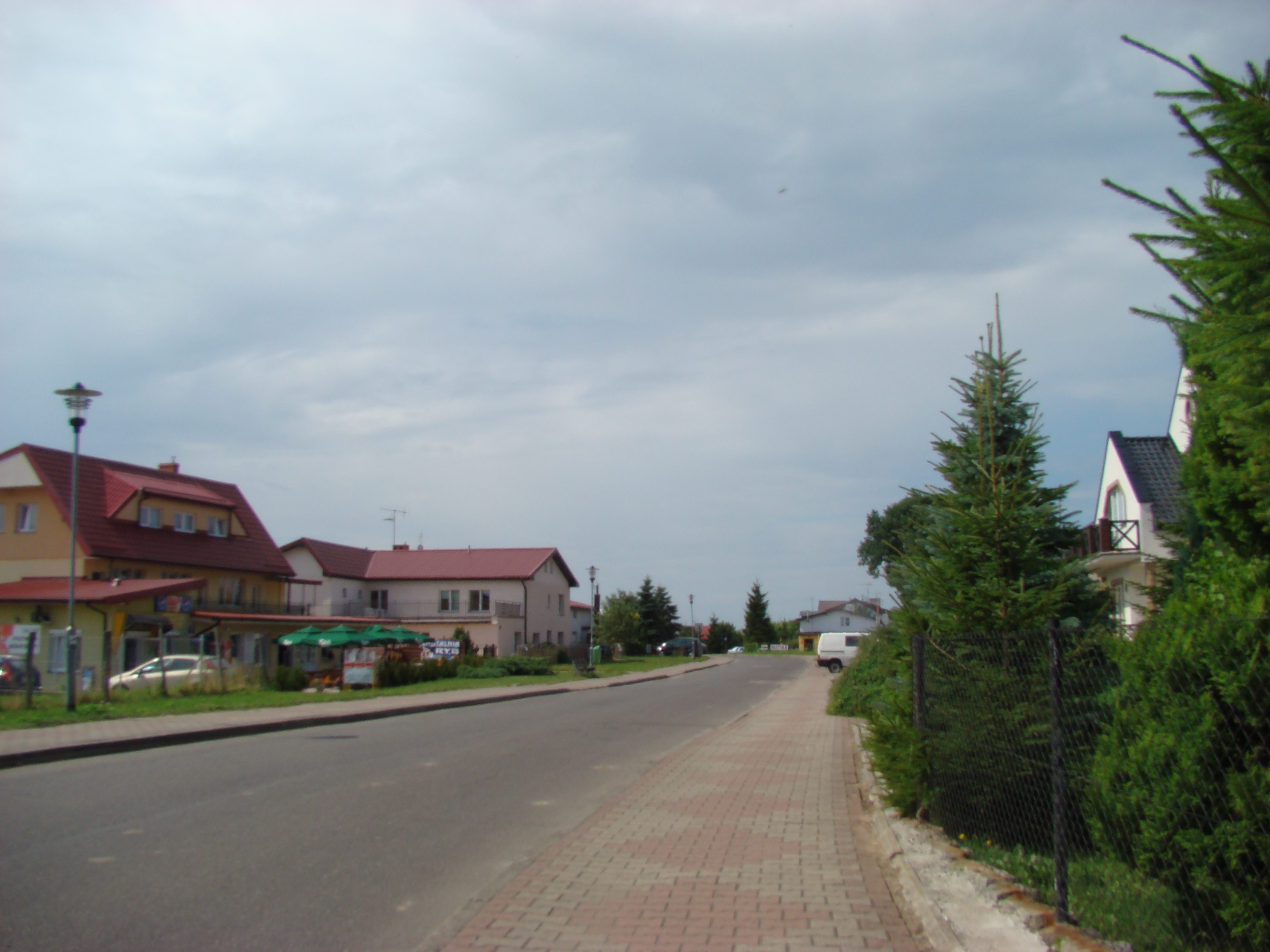
Ortsbild (Aufnahme von 2010)

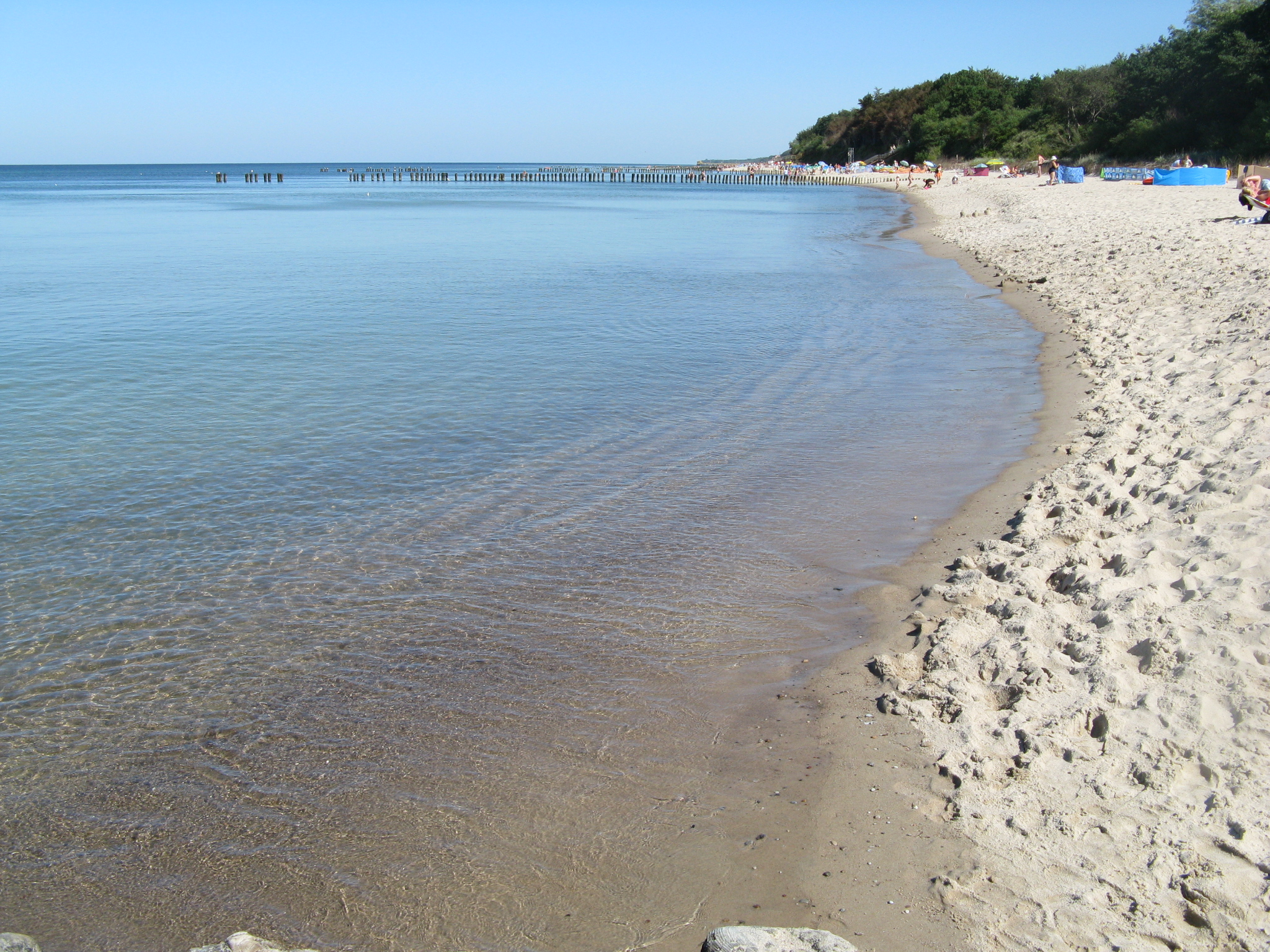
Ostseestrand

## Geographische Lage
Der Ort liegt in Hinterpommern an der Ostseeküste, etwa 115 Kilometer nordöstlich von Stettin und etwa 10 Kilometer östlich von Kołobrzeg (Kolberg). Die Bebauung geht im Osten in den Nachbarort Ustronie Morskie (Henkenhagen) über, im Südosten in den Wohnplatz Olszyna (Ulrichshof). Im Süden verläuft die Bahnstrecke Köslin–Kolberg, dahinter erstreckt sich der Kolberger Stadtwald. Westlich des Ortes an der Ostseeküste liegen ein Flugplatz, der ehemalige Fliegerhorst Kolberg, und das Dorf Bagicz (Bodenhagen).

## Geschichte
Zu Beginn des 17. Jahrhunderts siedelte sich ein Bauer namens Peter Maaß auf dem Ziegenberg an, der damals noch am Rande des Kolberger Stadtwalds lag. Er legte auch Wolfskuhlen an, um die damals hier noch vorkommenden Wölfe zu jagen. Ein Nachfahre namens Christian Maaß erwirkte in der 1. Hälfte des 17. Jahrhunderts von der Kolberger Kämmerei die Ausstellung eines Erbbriefes, mit dem er einen gesicherten Rechtstitel für Hof und Land erhielt.
In Ludwig Wilhelm Brüggemanns Ausführlicher Beschreibung des gegenwärtigen Zustandes des Königlich-Preußischen Herzogtums Vor- und Hinterpommern (1784) ist Ziegenberg als ein Holzkaten aufgeführt, der zu dem Kolberger Stadteigentumsdorf Henkenhagen gehörte.
Im 19. Jahrhundert siedelten Fischer aus der Henkenhagener Fischerlage nach Ziegenberg um. Denn bei der Fischerlage brach die Ostsee immer wieder Land ab und die Einwohner konnten nicht nach Süden ausweichen, da dort das Bauerndorf Henkenhagen lag. Auf diese Weise wuchs Ziegenberg zu einem kleinen Dorf, das auch eine eigene Schule erhielt. In politischer Hinsicht gehörte der eine Anteil von Ziegenberg zum Bauerndorf Henkenhagen, der andere Anteil zur Henkenhagener Fischerlage. Um 1860 lebten in den beiden Anteilen 126 und 84 Einwohner, also in Ziegenberg insgesamt 210 Einwohner. Erst im Jahre 1905 wurde eine einheitliche Landgemeinde Henkenhagen gebildet.
Im Rahmen der Aufrüstung der Wehrmacht wurde zwischen 1935 und 1936 westlich des Ortes, aber auf dem Gebiet der Gemeinde Bodenhagen, der Fliegerhorst Kolberg angelegt.
Vor 1945 bildete Ziegenberg einen Wohnplatz in der Landgemeinde Henkenhagen und gehörte mit dieser zum Kreis Kolberg-Körlin der preußischen Provinz Pommern.
1945 kam Ziegenberg, wie ganz Hinterpommern, an Polen. Die Bevölkerung wurde vertrieben, darunter auch 1946 der Altsitzer Emil Maaß, ein Nachfahre des ersten Ansiedlers in Ziegenberg. Der Ort erhielt den polnischen Ortsnamen Sianożęty.